# Karl-Heinz Dellwo
Karl-Heinz Dellwo (Opladen, Rin del Nord-Westfàlia, 11 d'abril de 1952) és un activista polític, editor i cineasta alemany, exmilitant de la Fracció de l'Exèrcit Roig (RAF). El 1975 va participar en la presa d'ostatges de l'ambaixada de l'Alemanya Occidental a Estocolm i va ser condemnat dues vegades a presó perpètua.

## Orígens
De jove va treballar inicialment en diverses professions, incloent-hi com a aprenent comercial (empleat industrial), mariner, conductor temporal i carter, abans de participar l'abril de 1973 en l'okupació d'una casa d'Hamburg, situada a Ekhofstrasse 37-39. L'ocupació, anunciada com una protesta contra el lloguer excessiu i l'enderroc d'edificis i a favor de demandes d'habitatge socials, va comptar també amb el suport de Susanne Albrecht, que més tard va viure de forma breu amb ell, Bernhard Rössner i Christine Dümlein. El 23 de maig de 1973, agents de la policia van posar fi a l'ocupació i, per aquells fets, va ser empresonat durant un any. Posteriorment, amb Albrecht, va participar a Hamburg en el Comitè contra la tortura de l'aïllament, relació que es va mantenir fins que va passar a la clandestinitat el 1975. El seu germà gran, Hans-Joachim Dellwo, va esdevenir militant de la RAF el 1975, però hi va renunciar el 1977 després de ser detingut.

### Militància a la RAF
Es va unir a la RAF i el 1975 va participar en la presa d'ostatges de l'ambaixada de l'Alemanya Occidental a Estocolm, en la qual van ser assassinats dos funcionaris. Dos membres de l'«escamot Holger Meins» de la RAF, Ulrich Wessel i Siegfried Hausner, van patir ferides greus en detonar accidentalment un artefacte explosiu que havien preparat i van morir, un a l'instant i l'altre deu dies després. El 20 de juliol de 1977 va ser jutjat pel Tribunal Regional Superior de Düsseldorf, juntament amb els altres tres segrestadors supervivents (Hanna Krabbe, Bernhard Rössner i Lutz Taufer), i va ser condemnat a dues penes de presó perpètua per un doble càrrec d'assassinat amb l'agreujant de presa d'ostatges.
Durant l'arrest del militant de la RAF Stefan Wisniewski a París es va trobar una suposada declaració escrita per ell en la qual criticava el segrest del vol 181 de Lufthansa (avió Landshut) i aquesta va ser utilitzada indegudament per l'Oficina de Protecció de la Constitució alemanya de la Baixa Saxònia com a prova fictícia en l'afer de l'anomenat Forat de Celle.

### Vida posterior
A la primavera de 1995 va sortir de la presó i en repetides ocasions va parlar públicament sobre la seva pertinença a la RAF. L'any 1993 va aparèixer a la revista arranca! un fragment del text de 77 pàgines Mitten im Nebel, escrit per ell el 1990, en el qual es feia una reflexió política primerenca del cercle íntim de la RAF. El 1997 va aparèixer al núm. 5/16 de la revista Die Beute un altre fragment d'aquest text. El 1997 va ser ponent al Congrés sobre lluita armada a Europa a Zúric. Durant anys va prendre públicament el posicionament que la mort dels presos de Stammheim de 1977 va ser un «suïcidi sota vigilància estatal». El 2004, el director suec David Aronowitsch va realitzar el documental Stockholm 75 centrat en la seva vida i trajectòria. El 2007 es va publicar un llibre editat per la psicoanalista Angelika Holderberg, en el qual es van reproduir debats al llarg del temps entre la psicoanalista i diversos exmilitants de la RAF, com ara Dellwo.

### Cinema
Des de 2004 treballa com a director i documentalista a l'empresa bellaStoria Film. El 2006 van aparèixer els seus dos primers documentals: Neben der Spur i Du kannst.
Neben der Spur tracta sobre nens d'una casa de joves a Wendland durant la seva estada al camp de treball a l'antic camp de concentració de Theresienstadt. El criminòleg de Frankfurt del Main, Peter-Alexis Albrecht, va escriure: «Les alternatives socials constructives i sensibles a l'accés tradicional al control estatal no es poden presentar de manera més convincent que en aquest documental». En canvi, Du kannst, documental encarregat per Amnistia Internacional, es tracta d'un seguit de reflexions sobre la tortura a Abu Ghraib a través d'un ventall d'entrevistes sobre la possibilitat d'abordar les violacions dels drets humans. L'exrelator especial de l'ONU, Jean Ziegler, va escriure: «La teva pel·lícula és molt excel·lent. Crea consciència, proporciona informació precisa i mobilitza. Sobretot, dona esperança».
En el llargmetratge de 2013 Krasser Move, del cineasta sense pressupost Torsten Stegmann, fa un paper secundari com a capità.

### Escriptor i editor
L'any 2007 es va publicar el seu llibre Das Projektil sind wir, en el qual repassa i analitza, en forma d'entrevista, el Moviment del 68 i la seva culminació a la RAF. El llibre va rebre crítiques positives, com ara a Süddeutsche Zeitung i a Taz. Gottfried Oy va destacar que: «En contrast amb els testimonis professionals contemporanis, Dellwo aconsegueix captar justificacions racionals com la motivació emocional de la resistència». El 2009 va fundar l'editorial Laika-Verlag, de la qual és el director general. Des d'allà va publicar Bibliothek des Widerstand (traduïble com a «Biblioteca de Resistència»), una sèrie de publicacions sobre moviments de protesta globals des dels anys 1960 fins a l'actualitat del moment. L'any 2019, va ser cofundadora de la Galerie der abseitigen Künste, que treballa en els camps del llenguatge, el so, la imatge i l'art i també publica llibres.

### Restaurador
Entre 2017 i 2018, juntament amb l'escriptor Heinz Strunk, va dirigir el restaurant Cantina Popular, al Schanzenviertel d'Hamburg, indret en què viu amb la seva parella Gabriele Rollnik.

## Obres
- Das Projektil sind wir. Der Aufbruch einer Generation, die RAF und die Kritik der Waffen. Gespräche mit Tina Petersen und Christoph Twickel, Edition Nautilus, Hamburg, 2007, ISBN 978-3-89401-556-5.[10]
- Discorso sulle origini della lotta armata. A Primo Moroni: Le Parole e la lotta armata, Shake Edizioni, Milà, 2009, ISBN 978-88-88865-74-4.
- Zur RAF – Interview und Reflexion. A: Die Aktion, Edition Nautilus, número 216, maig 2009.
- Der 2. Juni 1967 (Bibliothek des Widerstands), Laika-Verlag, Hamburg, 2010, ISBN 978-3-942281-70-6. (juntament amb Uwe Soukup i Karl Heinz Roth)
- RIOT – Was war da los in Hamburg?: Theorie und Praxis der kollektiven Aktion, Laika-Verlag, Hamburg, 2018, ISBN 978-3-944233-91-8. (amb Achim Szepanski i J. Paul Weiler)
- Über die Notwendigkeit des Bruches. A Ernest Kaltenegger, Leo Kühberger, Samuel Stuhlpfarrer (ed.): Alle Verhältnisse umzuwerfen..., Viena, 2016, ISBN 978-3-85476-653-7.[10]